# Kościół św. Wawrzyńca w Białyninie
Kościół św. Wawrzyńca w Białyninie – rzymskokatolicki kościół parafialny zlokalizowany we wsi Białynin w województwie łódzkim (powiat skierniewicki). Funkcjonuje przy nim parafia św. Wawrzyńca.

## Historia i architektura

### Pierwszy kościół
Początki parafii białynińskiej oraz pierwszego kościoła sięgają XV wieku. Nie pozostały po nim żadne ślady, Przed 1521 był on w ruinie.

### Drugi kościół

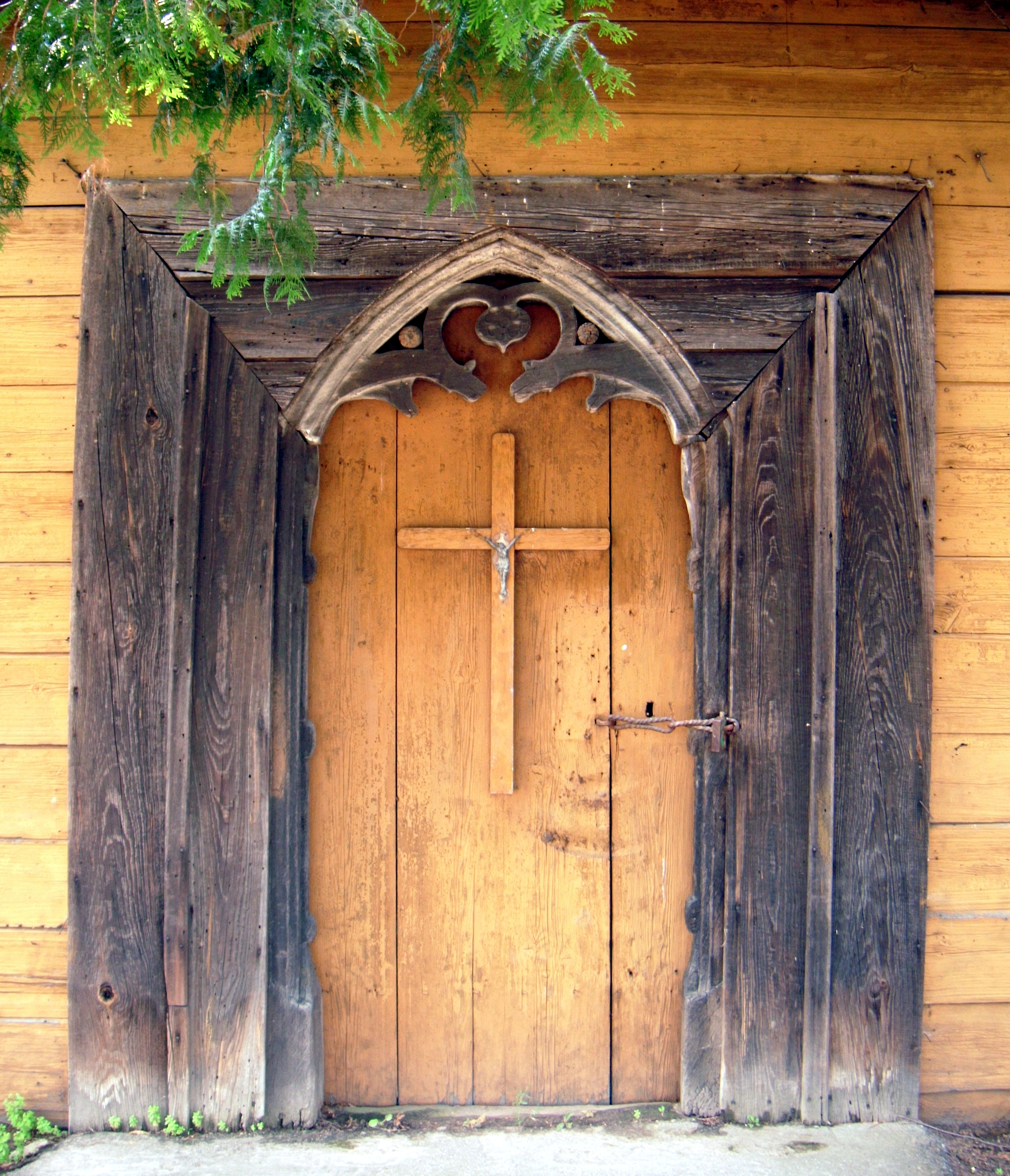
Portal drugiego kościoła w budynku kaplicy cmentarnej

Drugi kościół we wsi był drewniany, modrzewiowy, konstrukcji wieńcowej i reprezentował swoją budową mazowiecką odmianę późnośredniowiecznej świątyni bazylikowej z XVI–XVII wieku, wyodrębnioną i skodyfikowaną stylowo przez Ryszarda Brykowskiego (na podstawie badań Wandy Chmielak-Załęskiej), który do tej grupy zaliczył także obiekty z Długiej Kościelnej, Janisławic (Mazowsze) i Bukówna (historyczna Małopolska). Były to kościoły trójnawowe, bazylikowe, z charakterystycznym wydzieleniem filarami wąskich naw bocznych posadowionych pod zaskrzynieniami. Okna doświetlające nawę główną umieszczone były w tym typie w konstrukcji podciągów zaskrzynień, nad dachami pulpitowymi naw bocznych. Fundatorem tej świątyni w 1521 był arcybiskup Jan Łaski.
Około 1620 obiekt ten miał zostać odrestaurowany przez arcybiskupa gnieźnieńskiego, Wawrzyńca Gembickiego. W 1761 było w nim siedem ołtarzy. W 1872 kolejnego remontu dokonał proboszcz Żydanowicz.
Jedyną pozostałością po tej świątyni jest XVI-wieczny drewniany, ostrołukowy portal wbudowany w drewnianą kaplicę cmentarną z XIX wieku na nekropolii po drugiej stronie drogi. Portal ten ma prostokątne obramowanie z maswerkami, na których wyrzeźbiono stylizowane głowy zwierząt.

### Trzeci kościół (obecny)

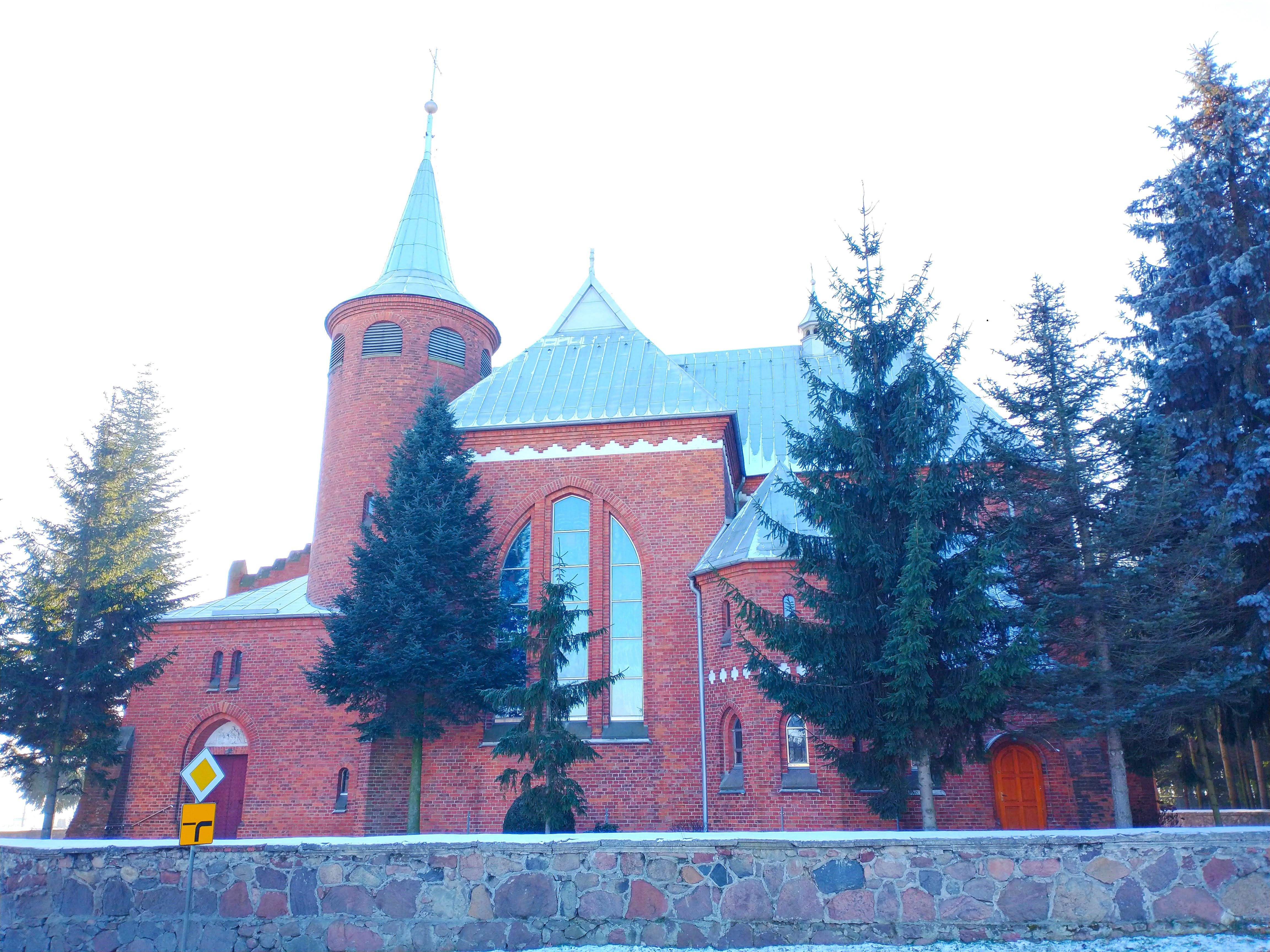
Elewacja boczna

Obecny neoromański obiekt na planie prostokąta został zbudowany z inicjatywy księdza Sylwestra Gałeckiego w latach 1908–1910 według projektu Jarosława Wojciechowskiego z Warszawy. Rozebrano wówczas poprzednią budowlę drewnianą, co wywołało protesty Towarzystwa Opieki nad Zabytkami Przeszłości, które w liście otwartym napisało: wbrew zaleceniu ze strony Władzy duchownej w Warszawie, jak orzeczeniu T-wa i budowniczego, mającego prowadzić budowę kościoła nowego p. Jarosława Wojciechowskiego, dla błahych prywatnej natury względów ks. proboszcz Gałecki pozwolił rozebrać stary, z początków w. XVI kościół drewniany w Białyninie, charakterystyczny właściwymi mu kształtami i szczegółami zdobniczymi. Mógł on być łatwo odsunięty tylko, dla zrobienia miejsca mającemu powstać kościołowi nowemu.
5 października 1908 biskup sufragan warszawski Kazimierz Ruszkiewicz poświęcił kamień węgielny. 10 sierpnia 1910 świątynię poświęcił ksiądz German Grabowski, dziekan rawski, a 11 maja 1930 konsekrował go biskup polowy i sufragan warszawski Stanisław Gall.
Jest to świątynia ceglana, licowana, jednonawowa (lub dwunawowa) z rzędem kaplic. Prezbiterium jest zamknięte trójbocznie. Ściany zewnętrzne są oszkarpowane. Witraże okienne zaprojektował Stanisław Ignacy Witkiewicz (secesyjne przedstawienia św. Michała Archanioła z ognistym mieczem i trójką Aniołów Stróżów przytulających dzieci w strojach łowickich oraz Najświętsze Serce Maryi z kwiatami polnymi). Nawę główną zamyka wieloboczna apsyda. Z boku usytuowano niewysoką wieżę ("basztę") dzwonniczą.
W 1979 systemem gospodarczym wymieniono pokrycie dachu nad nawą – z ceramicznego na blachę ocynkowaną.

## Wyposażenie
W ołtarzu głównym znajduje się secesyjna rzeźba ołtarzowa typu „Tron Łaski”. Ma ona rozwinięty program symboliczny. Centralne miejsce zajmuje krzyż z wykutymi wokół, kamiennymi herbami Polski i Litwy, postaciami Adama i Ewy, jak również świętych patronów Polski. Nad tym przedstawieniem góruje postać Boga Ojca.
Dwa ołtarze boczne są późnorenesansowe i pochodzą z poprzedniego kościoła. W zamknięciu nawy bocznej ustawiono ołtarz Najświętszej Maryi Panny Niepokalanie Poczętej. W nawie wisi obraz Jezusa Miłosiernego, autorstwa Ewy i Kazimierza Kawów. 
Na wyposażeniu kościoła pozostaje zabytkowa monstrancja z 1640 zdobiona herbem szlacheckim Jelita.